# Yoshiko Inoue
Yoshiko Inoue (jap. 井上 佳子, Inoue Yoshiko; * 26. April 1988 in der Präfektur Yamaguchi) ist eine japanische Ringerin der Spitzenklasse.

## Werdegang
Yoshiko Inoue begann schon als Kind im Alter von vier Jahren im Jahre 1992 mit dem Ringen. Sie entwickelte sich rasch und wurde 2005 japanische Juniorenmeisterin der Altersgruppe "Cadets". Im gleichen Jahr wurde sie in Ōarai/Präfektur Ibaraki Asienmeisterin der Juniorinnen (Cadets) in der Gewichtsklasse bis 60 kg. Sie wurde daraufhin in die japanische Nationalmannschaft der Ringerinnen aufgenommen und Kazuhito Sakae, der Nationaltrainer dieser Mannschaft, nahm sie unter seine Fittiche. Sie war Mitglied des Chukyo Woman University Sport Club in Nagoya und studierte an der Shigakkan-Universität. Heute startet sie für die Ringermannschaft des Haushaltsgeräteherstellers Cleanup.
2006 wurde Yoshiko Inoue in Guatemala-Stadt Junioren-Weltmeisterin in der Gewichtsklasse bis 67 kg. Sie besiegte dabei u. a. auch Kristin Büttner aus Deutschland. Im Januar 2007 wurde sie dann erstmals japanische Meisterin bei den Damen. In dieser Konkurrenz, die noch für das Jahr 2006 galt, siegte sie in der Gewichtsklasse bis 67 kg vor Mami Shinkai. 2007 wurde sie auch bei der Weltmeisterschaft in Baku eingesetzt. Sie verlor dort ihren zweiten Kampf gegen Jing Ruixue aus der Volksrepublik China und musste sich auch im Kampf um eine Bronzemedaille Cathrine Downing aus Kanada geschlagen geben, womit sie auf den 5. Platz kam.
Im Dezember 2007 kam sie bei der japanischen Meisterschaft in der Gewichtsklasse bis 59 kg hinter Mizuka Kajita auf den 2. Platz. Sie hatte dabei fast 8 kg abtrainiert, musste aber einsehen, dass dies nicht ohne gehörigen Substanzverlust ging und wiederholte dieses Experiment nicht mehr. 2008 wurde sie dann in Doha Asien-Meisterin in der Gewichtsklasse bis 63 kg. Im Finale bezwang sie dabei Suman Kundu aus Indien. An den Olympischen Spielen 2008 in Peking konnte sie nicht teilnehmen, weil in Japan in der Gewichtsklasse bis 63 kg Kaori Icho die absolute "Nummer 1" war bzw. ist und die Gewichtsklasse bis 67 kg nicht olympisch ist. Im Dezember 2008 wurde sie aber in der Gewichtsklasse bis 67 kg zum zweiten Mal japanische Meisterin. Im Endkampf besiegte sie dabei Chiaki Iijima.
Im Mai 2009 konnte Yoshiro Inoue bei den Asien-Meisterschaften in Pattaya ihren Meistertitel von 2008 nicht verteidigen. Sie kam in der Gewichtsklasse bis 67 kg hinter Jelena Schalygina aus Kasachstan und Ma Yan aus China auf den 3. Platz. Bei der Weltmeisterschaft dieses Jahres in Herning/Dänemark verlor sie nach drei gewonnenen Kämpfen gegen die dreifache Weltmeisterin Martine Dugrenier aus Kanada und gegen Badrachyn Odontschimeg aus der Mongolei, womit sie wieder auf den 5. Platz kam.
Nach einem weiteren 3. Platz bei der Asien-Meisterschaft 2010 in New Delhi, wo sie hinter Güzäl Mänürowa, Kasachstan und Gelegdschamtsyn Narantschimeg, Mongolei, einkam, wurde sie 2011 in Taschkent zum zweiten Male Asienmeisterin. Im Endkampf besiegte sie dabei Tserendordschiin Bajardsaja aus der Mongolei nach Punkten. Bei der Weltmeisterschaft in Istanbul besiegte sie zunächst Sarah Jones aus dem Vereinigten Königreich und Nadeschda Semenzowa aus Aserbaidschan, unterlag dann gegen Bandsragtschiin Ojuunsüren aus der Mongolei und erkämpfte sich danach mit einem Sieg über Alina Stadnyk-Machynja aus der Ukraine ihre erste WM-Medaille.
2012 wurde Yoshiko Inoue bei der Weltmeisterschaft in Strathcona County/Kanada in der nichtolympischen Gewichtsklasse bis 67 kg eingesetzt und erkämpfte sich dort mit einem Sieg über I. Schauzowa Zirkewitsch, Belarus, einer Niederlage gegen Adeline Gray, Vereinigte Staaten und Siegen über D. Manolowa, Bulgarien und Kaur Navjot, Indien, eine Bronzemedaille.

## Internationale Erfolge
| Jahr | Platz | Wettbewerb                                                  | Gewichtsklasse | Erfolge |
| 2005 | 1.    | Asiatische Junioren-Meisterschaften (Cadets) in Oarai/Japan | bis 60 kg      | vor Hou Min-Wen, Taiwan und Saltanat Abdrachmanowa, Kasachstan |
| 2006 | 5.    | Welt-Cup in Nagoya                                          | bis 67 kg      | hinter Jing Ruixue, Volksrepublik China, Jelena Perepelkina, Russland, Cathrine Downing, Kanada und Mami Shinkai, Japan                                                                              |
| 2006 | 1.    | Junioren-WM in Guatemala-Stadt                              | bis 67 kg      | nach Siegen über Kristin Büttner, Deutschland, Heather Martin, USA und Natalja Lauschkina, Russland                                                                                                  |
| 2007 | 4.    | Welt-Cup in Krasnojarsk                                     | bis 67 kg      | hinter Zhang Fenglin, China, Jelena Perepelkina und Irina Zyrkewitsch, Belarus |
| 2007 | 5.    | WM in Baku                                                  | bis 67 kg      | nach einem Sieg über Yeon So-young, Südkorea, einer Niederlage gegen Jing Ruixue, einem Sieg über Kristine Odrina Orbowa, Lettland und einer Niederlage gegen Cathrine Downing                       |
| 2008 | 1.    | Asien-Meisterschaft in Doha                                 | bis 63 kg      | vor Suman Kundu, Indien, Tserendordschiin Bajardsaja, Mongolei und Park Sang-eun, Südkorea |
| 2009 | 5.    | Welt-Cup in Taiyuan/China                                   | bis 67 kg      | hinter Qin Xiaoping, Chiana, Otschirbatyn Nasanburmaa, Mongolei, Olga Chilko, Belarus und Adeline Gray, USA                                                                                          |
| 2009 | 3.    | Asien-Meisterschaft in Pattaya                              | bis 67 kg      | hinter Jelena Schalygina, Kasachstan und Ma Yan, China |
| 2009 | 5.    | WM in Herning/Dänemark                                      | bis 67 kg      | nach Siegen über Alina de Silva Ferreira, Brasilien, Olga Schanibekowa, Kasachstan und Maher Doaa, Ägypten und Niederlagen gegen Martine Dugrenier, Kanada und Badrachyn Odontschimeg, Mongolei      |
| 2010 | 3.    | Asien-Meisterschaft in New Delhi                            | bis 67 kg      | hinter Güzäl Mänürowa, Kasachstan und Gelegdschamtsyn Narantschimeg, Mongolei |
| 2011 | 3.    | Welt-Cup in Liévin                                          | bis 67 kg      | hinter Yan Hong, China und Kristie Marano (Davis), USA, vor Otschirbatyn Nasanburmaa |
| 2011 | 1.    | Asien-Meisterschaft in Taschkent                            | bis 67 kg      | vor Tserendordschiin Bajardsaja, Tatjana Sacharowa, Kasachstan und Narjot Kaur, Indien |
| 2011 | 3.    | WM in Istanbul                                              | bis 67 kg      | nach Siegen über Sarah Jones, Großbritannien und Nadeschda Semenzowa, Aserbaidschan, einer Niederlage gegen Bandsragtschiin Ojuunsüren, Mongolei und einem Sieg über Alina Stadnyk-Machynja, Ukraine |
| 2012 | 1.    | Mongolian-Open in Ulan-Bator                                | bis 67 kg      | vor Bandsragtschiin Ojuunsüren, Tserendordschiin Bajardsaja und Otgonbatyn Ojuntujaa, alle Mongolei                                                                                                  |
| 2012 | 7.    | Welt-Cup in Tokio                                           | bis 67 kg      | Siegerin: Xu Xaiyan, China vor Gosal Surowa, Aserbaidschan |
| 2012 | 3.    | WM in Strathcona County/Kanada                              | bis 67 kg      | nach einem Sieg über I. Schauzowa Zirkewitsch, Belarus, einer Niederlage gegen Adeline Gray, USA und Siegen über D. Manolowa, Bulgarien und Kaur Navjot, Indien                                      |

## Japanische Meisterschaften
| Jahr | Platz | Gewichtsklasse | Ergebnisse                                                          |
| 2006 | 1.    | bis 67 kg      | vor Mami Shinkai, Eri Sakamoto und Hiroe Suzuki                     |
| 2007 | 2.    | bis 59 kg      | hinter Mizuka Kajita, vor Kayoko Shimada und Kaya Tsuda             |
| 2008 | 1.    | bis 67 kg      | vor Chiaki Iijima, Chihiro Hashimoto und Akie Arai                  |
| 2009 | 2.    | bis 72 kg      | hinter Kyoko Hamaguchi, vor Akie Arai und Hiroe Suzuki              |
| 2010 | 1.    | bis 67 kg      | vor Sara Dosha, Chihiro Hashimoto und Chiaki Iijima                 |
| 2011 | 3.    | bis 72 kg      | hinter Kyoko Hamaguchi und Mami Shinkai, gemeinsam mit Hiroe Suzuki |

## Erläuterungen
- alle Wettbewerbe im freien Stil
- WM = Weltmeisterschaft